# Mohammed Kasola
Mohammed Kasola (Accra, 13 agosto 1985) è un calciatore qatariota, difensore dell'Al-Mesaimeer e della Nazionale qatariota.